# MOVING FILE
MOVING FILE（ムービング ファイル）は、エフエム京都（α-STATION）で平日の夕方に放送されている報道・情報番組。2012年4月の番組改編に伴い、一旦終了したが、2016年4月の番組改編で復活し、2021年3月まで放送された。

## 放送時間とDJの変遷
| 期間      | 期間      | 放送時間                | DJ                                |
| --------- | --------- | ----------------------- | --------------------------------- |
| 2004.4    | 2005.3    | 土曜 19:00 - 23:00      | 三嶋真路                          |
| 2005.4    | 2009.3    | 土曜 19:00 - 22:00      | 三嶋真路                          |
| 2009.4    | 2010.3    | 日曜 14:00 - 16:00      | 三嶋真路                          |
| 2010.4    | 2012.3    | 日曜 17:00 - 19:00      | 三嶋真路                          |
| 2012.4    | 2016.3    | （放送なし）            | （放送なし）                      |
| 2016.4    | 2019.7.18 | 月 - 木曜 18:00 - 19:00 | 三嶋真路                          |
| 2019.7.22 | 2020.3    | 月 - 木曜 18:00 - 19:00 | 秋田美幸                          |
| 2020.4    | 2021.3    | 月 - 木曜 18:00 - 19:00 | 西田育弘(月・火) 秋田美幸(水・木) |

### 特記事項
- ここでは、2004年4月 - 2012年3月までを第一期、2016年4月 - 2021年3月を第二期と称す。
  - 第一期は、それまで毎週金曜日に放送されていた『MOVING FRIDAY』の放送時間変更という形で始まった。
  - 第二期は、それまで三嶋真路が月・火曜を担当していた『KYOTO AIR LOUNGE』を短縮した上で、放送開始。
- 2021年3月で放送終了。後番組は『NEWSROOM α』となり、三嶋真路が担当する。

## 番組内容
アダルト・コンテンポラリー・ミュージックやジャズ、ワールドビートといった比較的落ち着いた音楽の間に、DJがトピックスを伝える。なお、α-MORNING KYOTOといった番組と同様、Smash BreakやSplash GrooveといったPowerPlayに指定されている曲等のみ、DJが曲紹介を行う。

## 放送された主なコーナー
TEQUILA EXPRESS（テキーラエクスプレス）
世界の小ネタニュースを伝える。
夜ジャズ（～2009年3月）
エフエム京都の番組内のノンストップミュージックゾーン「α-float」として放送。ブルーノートなどのジャズを中心とした音楽を放送。21時台に放送された。

## 番組終了後
第1期における番組内の1コーナーだった「TEQUILA EXPRESS」を1番組として独立させる形で「TEQUILA EXPRESS」→「TEQUILA EXPRESS23」が放送され、三嶋真路が担当した。「TEQUILA EXPRESS 23」は2015年4月改編で打ち切りとなったことから、三嶋は2015年4月からの1年間、KYOTO AIR LOUNGEの月・火曜を担当した。

## 関連番組
- NEO SWING - 同局で1994年から2009年と、2012年に放送された当番組と同様の報道情報番組。